# Ernst von Bornstedt
Ernst von Bornstedt (* 1863; † 1900) war ein preußischer Politiker (DkP) und Landrat im Kreis Friedeberg/Neumark (1894–1899). Er sprach sich auch gegen den Bau des Mittellandkanals aus und wurde als sogenannter Kanalrebell in den einstweiligen Ruhestand versetzt.
Bornstedt saß von 1899 bis zu seinem Tode 1900 als Mitglied der Konservativen Partei (DkP) und Abgeordneter im Preußischen Abgeordnetenhaus (MdPrA).